# Vitalien d'Osimo
Pour les articles homonymes, voir Vitalien.
Saint Vitalien d'Osimo, en italien Vitaliano di Osimo (?-VIIIe siècle) fut évêque d'Osimo en Italie, pendant 33 ans au VIIIe siècle. L’Église catholique le vénère comme saint, avec une fête le 16 juillet.
Il fit construire la cathédrale d'Osimo, dédiée à saint Léopard (Leopardo), premier évêque de la ville d'Osimo au IVe siècle. Il fut enterré dans ce même lieu.
En 1755, la commune d'Osimo le nomme comme un des multiples saints protecteurs de la ville.
Il est célébré le 16 juillet, tout comme son homonyme, saint Vitalien de Capoue.

## Source
- (it) Cet article est partiellement ou en totalité issu de l’article de Wikipédia en italien intitulé « Vitaliano di Osimo » (voir la liste des auteurs).